# Greenberg
Greenberg is een Amerikaanse komedie-dramafilm uit 2010. Deze onafhankelijke film is geschreven en geproduceerd door het echtpaar Noah Baumbach en Jennifer Jason Leigh. Baumbach werd hiervoor genomineerd voor de Gouden Beer van het Filmfestival van Berlijn 2010. Greenberg werd daarnaast genomineerd voor onder meer de Independent Spirit Awards voor beste productie, beste hoofdrolspeler (Ben Stiller), beste hoofdrolspeelster (Greta Gerwig) en beste cinematografie.

## Verhaal
Roger Greenberg is een alleenstaande man van veertig jaar oud. Greenberg is net ontslagen uit een psychiatrische instelling, en weet niet zo goed wat hij met zijn leven aan moet. Als zijn broer uit Los Angeles voor zes weken op vakantie gaat naar Vietnam, besluit hij op zijn huis en hond te passen. Zijn voornaamste bezigheden bestaan uit het schrijven van klachtenbrieven en het bouwen van een hondenhok. Ondertussen gaat hij op zoek naar zijn roots door vrienden van vroeger op te zoeken. De teleurstelling is groot als blijkt dat ze uit elkaar zijn gegroeid. Dan leert hij Florence, de assistente van zijn broer, kennen.

## Rolverdeling
- Ben Stiller - Roger Greenberg
- Greta Gerwig - Florence Marr
- Rhys Ifans - Ivan
- Jennifer Jason Leigh - Beth
- Merritt Wever - Gina
- Chris Messina - Phillip Greenberg, Rogers broer
- Brie Larson - Sara
- Juno Temple - Muriel
- Mark Duplass - Eric Beller